# Karl Gonser (Architekt)
 Karl Gonser  (* 21. Januar 1902 in Stuttgart; † 22. Oktober 1979 ebenda) war ein deutscher Architekt.

## Leben und Wirken
Gonser studierte Architektur an der Technischen Hochschule Stuttgart und schloss das Studium 1927 ab. Nachdem er im Architekturbüro von Paul Bonatz gearbeitet hatte, war er Mitarbeiter bei Erich Mendelsohn in Berlin und dann Assistent bei dem Stadtplaner Heinz Wetzel an der Technischen Hochschule Stuttgart. Er arbeitete 1937 als Stadtplaner in Köln. Zusammen mit Hans Georg Oechler entwarf er die Siedlung Maria Christina in Heerlen.
In der Nachkriegszeit war er Stadtbaudirektor und Leiter des Stadtplanungsamtes in Stuttgart. Im Jahr 1946 entwarf er zusammen mit Hans Volkart den Wiederaufbauplan für die Altstadt Heilbronns. 1953 wurde er Direktor der Staatsbauschule Stuttgart und war von 1953 bis 1956 Landesvorsitzender des Bundes Deutscher Architekten. 1964/65 entwarf er die Stuttgarter St.-Konrad-Kirche.
Gonser heiratete 1934 die Dipl.-Ingenieurin Elisabeth von Rossig, mit der er drei Kinder hatte.